# مقاطعة فالينسيا (نيومكسيكو)
مقاطعة فالينسيا (بالإنجليزية: Valencia County)‏ هي إحدى مقاطعات ولاية نيومكسيكو في الولايات المتحدة الأمريكية.

## أعلام
- ميغيل أنطونيو أوتيرو